# Kincaid, Kansas
Kincaid är en ort i Anderson County i Kansas. Vid 2010 års folkräkning hade Kincaid 122 invånare.